# Tusitala
Tusitala es un género de arañas saltarinas de la familia Salticidae.

## Especies
- Tusitala ansieae Azarkina & Foord, 2015
- Tusitala barbata G. W. Peckham y E. G. Peckham, 1902
- Tusitala discibulba Caporiacco, 1941
- Tusitala guineensis Berland y Millot, 1941
- Tusitala hirsuta G. W. Peckham y E. G. Peckham, 1902
- Tusitala lutzi Lessert, 1927
- Tusitala lyrata (Simon, 1903)
- Tusitala proxima Wesołowska y Russell-Smith, 2000
- Tusitala unica Wesołowska y Russell-Smith, 2000
- Tusitala yemenica Wesołowska y van Harten, 1994